# Alf Lechner

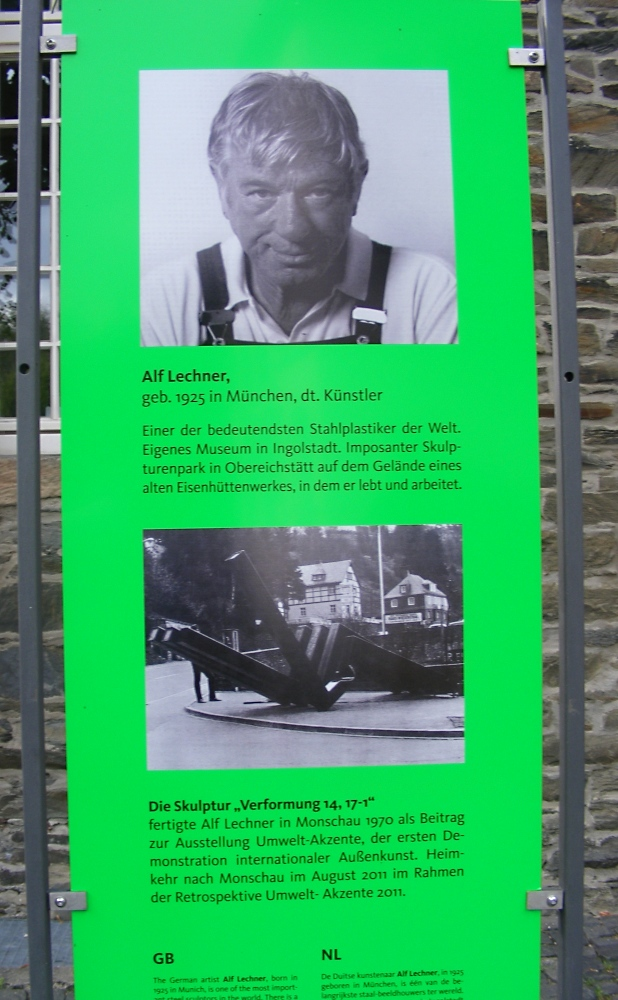
Infotafel neben einer Skulptur aus dem Jahre 1979 in Monschau

Alf Lechner (* 17. April 1925 in München; † 25. Februar 2017 in Dollnstein) war ein deutscher Bildhauer.

## Leben
Lechner war 1940 bis 1950 Schüler beim Landschaftsmaler Alf Bachmann in Ambach am Starnberger See. Zwischenzeitlich (1943–1945) wurde er zu Arbeitsdienst und Kriegsmarine eingezogen. Von 1950 bis 1960 war er als Maler, Graphiker, Industriedesigner, Lichttechniker und Stahlverarbeiter tätig. Seine ersten abstrakten Skulpturen schuf Lechner 1961.
Ausgangspunkt für seine Arbeiten sind geometrische Grundformen wie Kreis, Quadrat, Rechteck oder Quader, aus denen Lechner provozierend reduzierte Stahlplastiken schuf. Er formulierte seine Intention so: „Ich will durch planmäßige Zerlegung, Verbiegung und Neuordnung der Teile einer einfachen Form systematisch geordnetes Denken [...] sinnlich wahrnehmbar machen.“
1965 zog Lechner nach Degerndorf bei Wolfratshausen um. Nachdem er den Förderpreis der Stadt München erhalten hatte, nahm er ein Arbeitsstipendium des Kulturkreises im BDI wahr: Er stellte Raumskulpturen („Würfelskelett-Konstruktionen“) für die Linde AG her. Ab 1976 stabilisierte Lechner seine massiven Stahl-Flächenkonstruktionen räumlich mit Glas. 1981 versuchte er sich auch an einem Bühnenbild für die Antigone am Theater Ulm. Für die Internationale Gartenschau 1983 in München entwickelte er aus dem System des Würfels die Brunnenskulptur Wasserwand. Zu dieser Zeit zog er auch in den ehemaligen Kohlebunker des Sprengstoffwerks der Dynamit AG in Geretsried bei München um, den er mit den Architekten Hermann und Elfriede Rühl 1980 umbaute.
1995 wurde Lechner Mitglied der Bayerischen Akademie der schönen Künste. 1999 gründete er die Alf-Lechner-Stiftung und ein Jahr später bekam er – finanziert aus eigenem Vermögen sowie durch den Freistaat und die Stadt – in Ingolstadt mit dem Lechner Museum ein eigenes Museum. Im gleichen Jahr kaufte und sanierte er das ehemalige Hüttenwerk in Obereichstätt und verwandelte es mit seinen Werken in einen Skulpturenpark.
Als ordentliches Mitglied des Deutschen Künstlerbundes (DKB) nahm Lechner zwischen 1969 und 1992 an vielen Jahresausstellungen des DKB teil. 2005 beteiligte er sich an der Skulpturenmeile Hannover.
Lechner war viele Jahre mit dem Bildhauer Fritz Koenig befreundet, den er um zwei Tage überlebte.

## Galerie

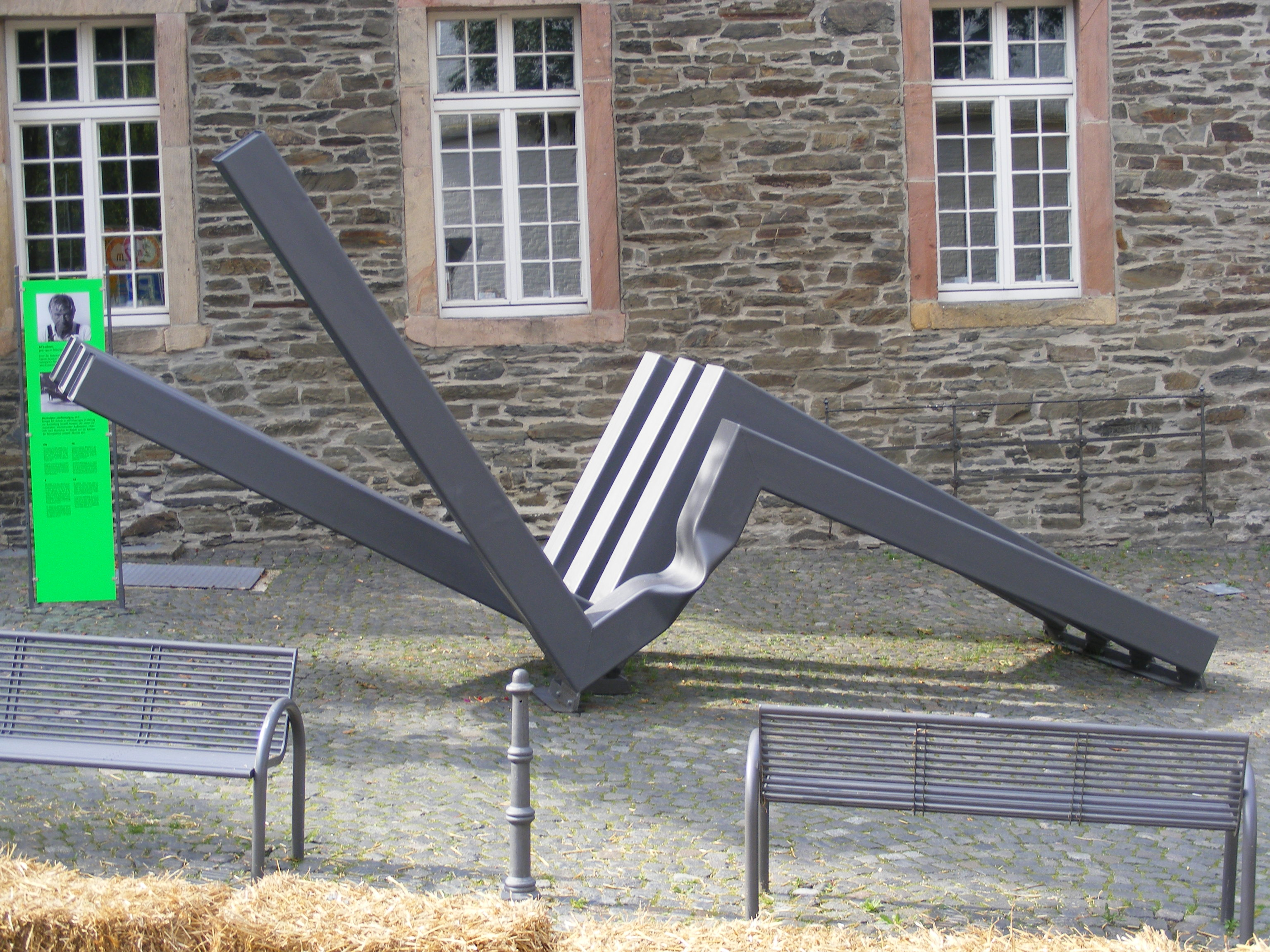
Verformung 14, 17-1 (1970 für die Ausstellung Umwelt-Akzente am Aukloster in Monschau wohin sie 2011 zurückkam)
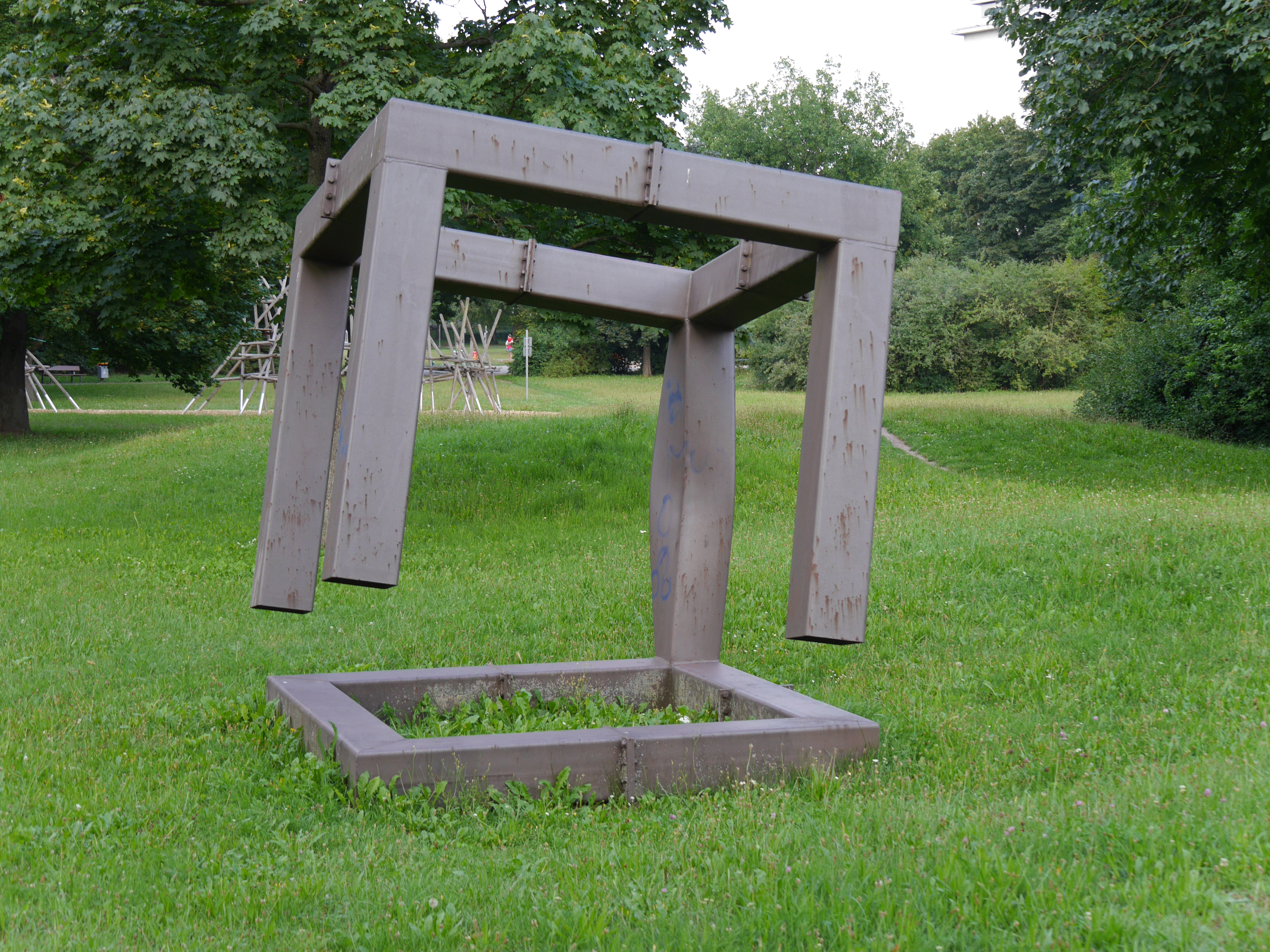
Stahlkubus (1970) – Westpark in Nürnberg
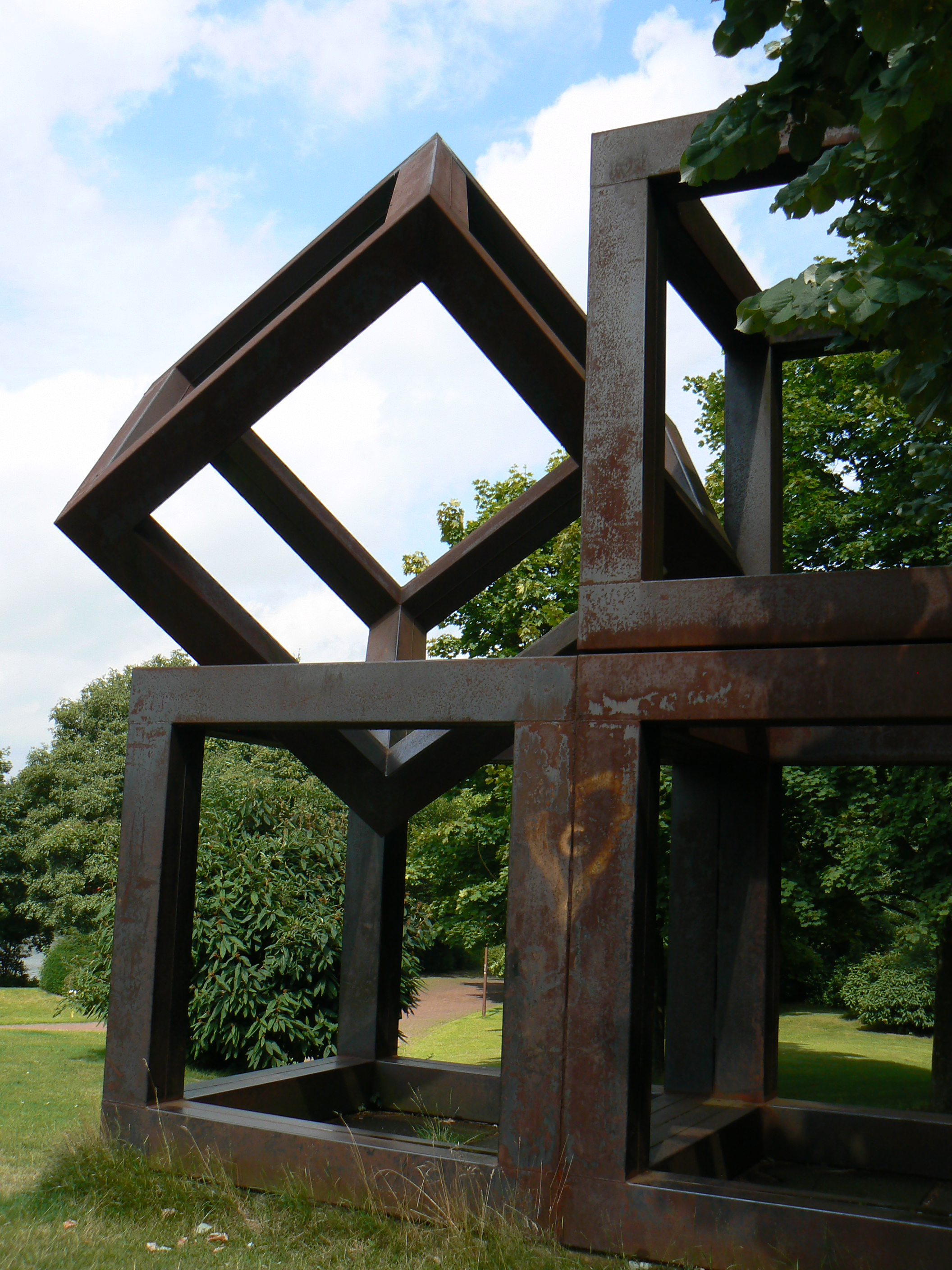
„3/72 Rahmenkonstruktion“ (1972) – Sammlung Skulpturenmuseum Glaskasten in Marl
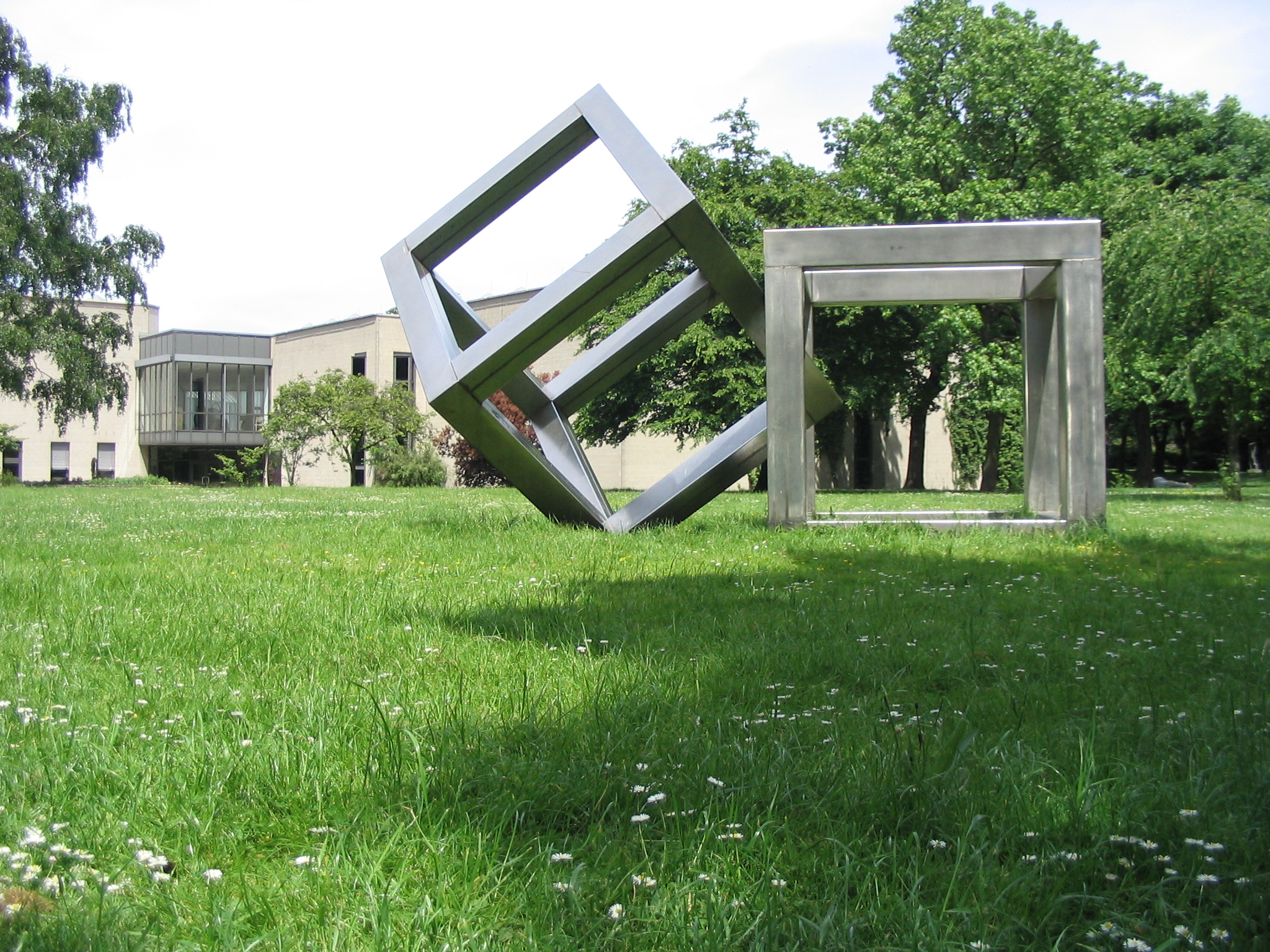
„Sculptuur "3"“ (1973) –  Duisburg – Kant-Park
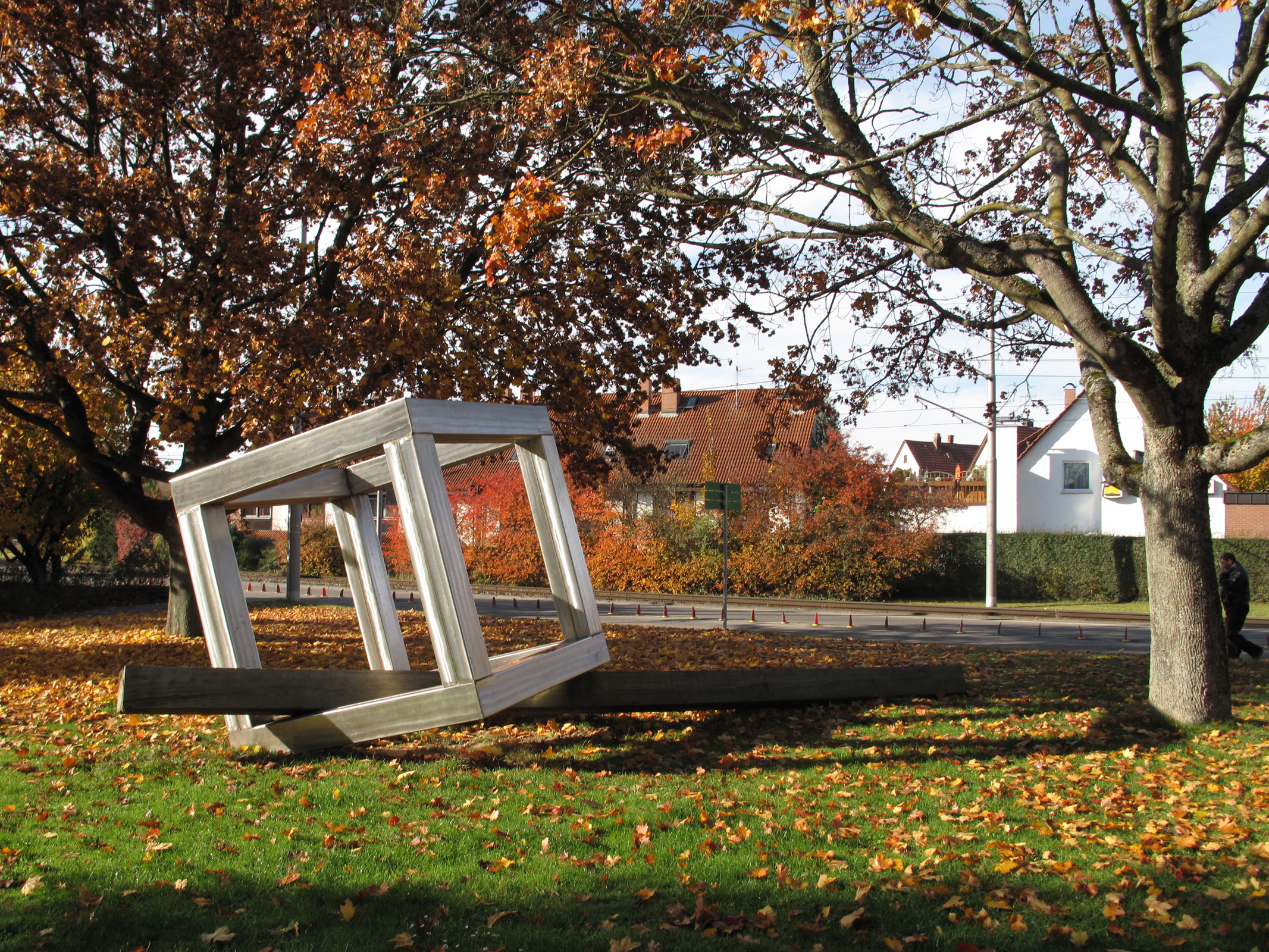
„Rahmenkubus mit Holzbalken“ (1973) – Leinfelden-Echterdingen
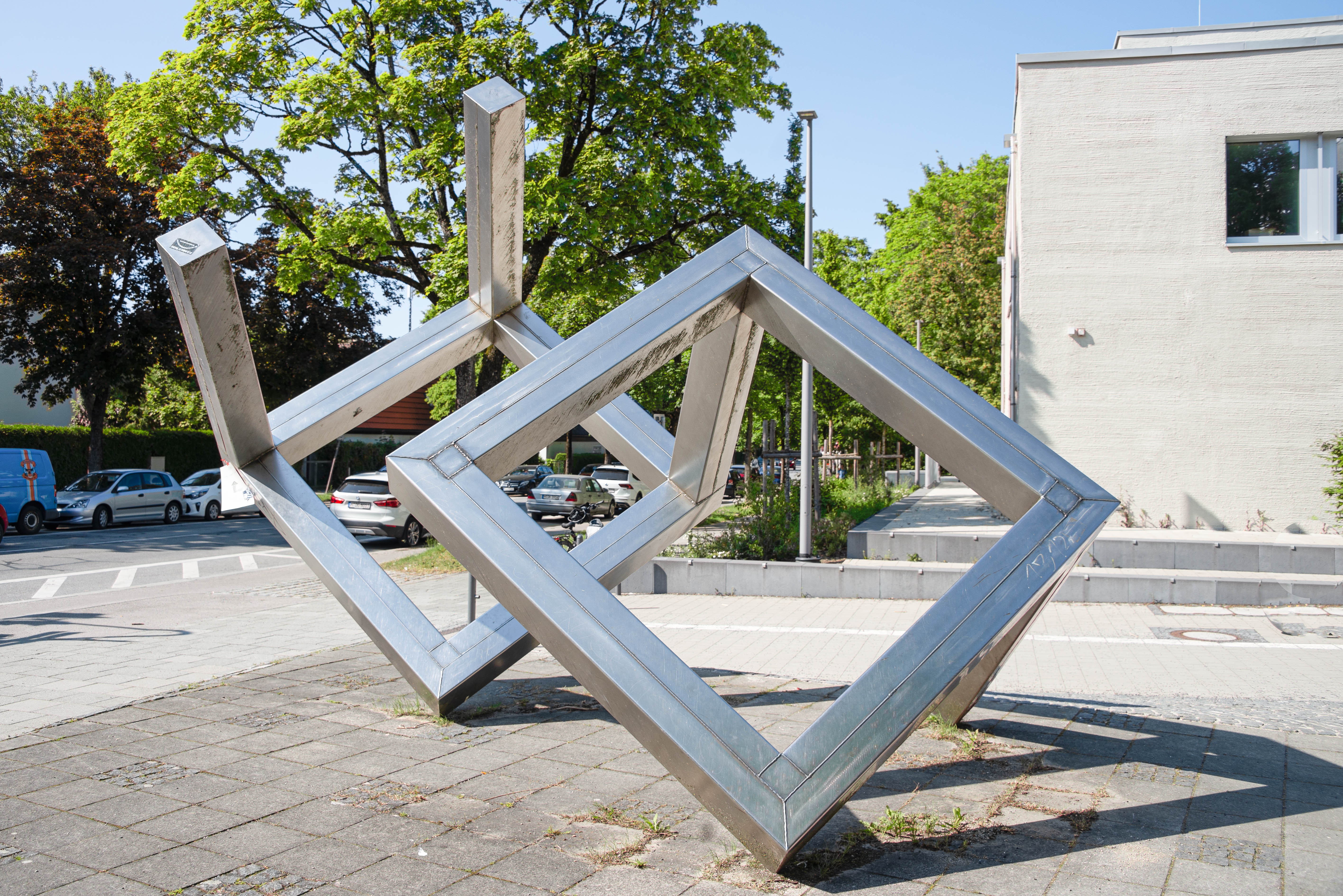
„ohne Titel“ (1973) München Graubündener Straße
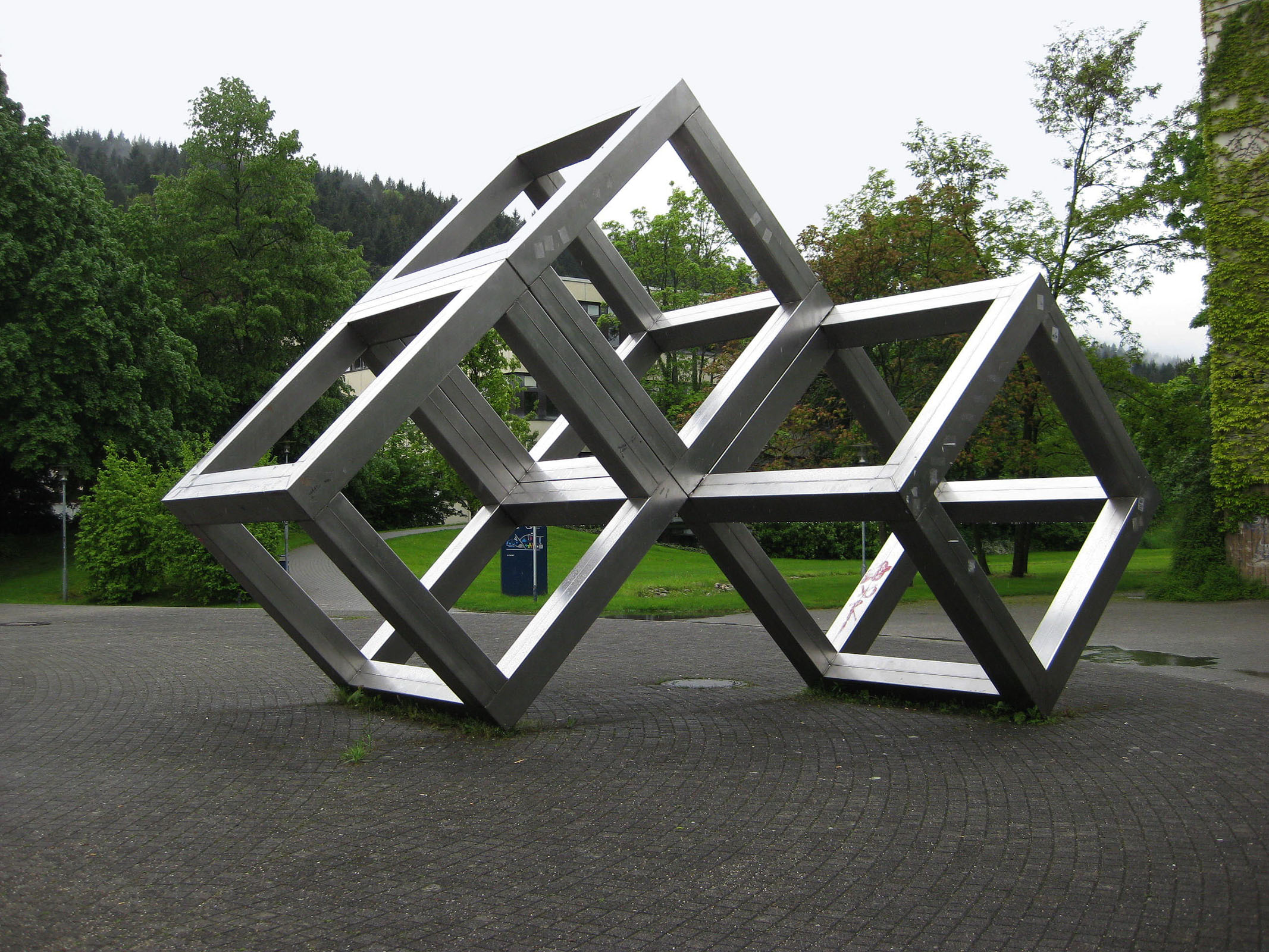
„Gekippte Würfel“ (1973/75) – Freiburg im Breisgau –  Campus der Pädagogischen Hochschule
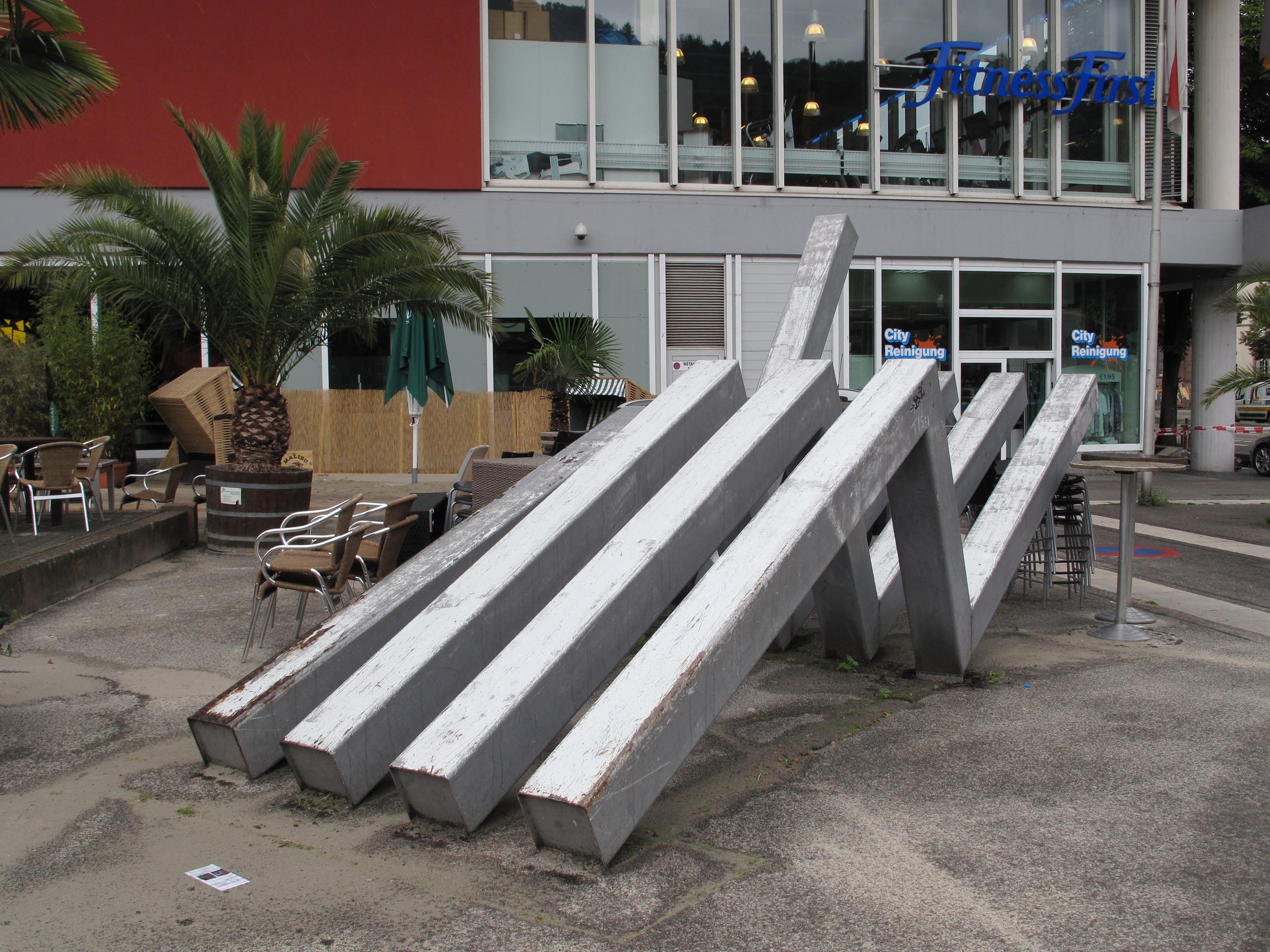
„o. T.“ (um 1975) – Freiburg im Breisgau – Karlsplatz
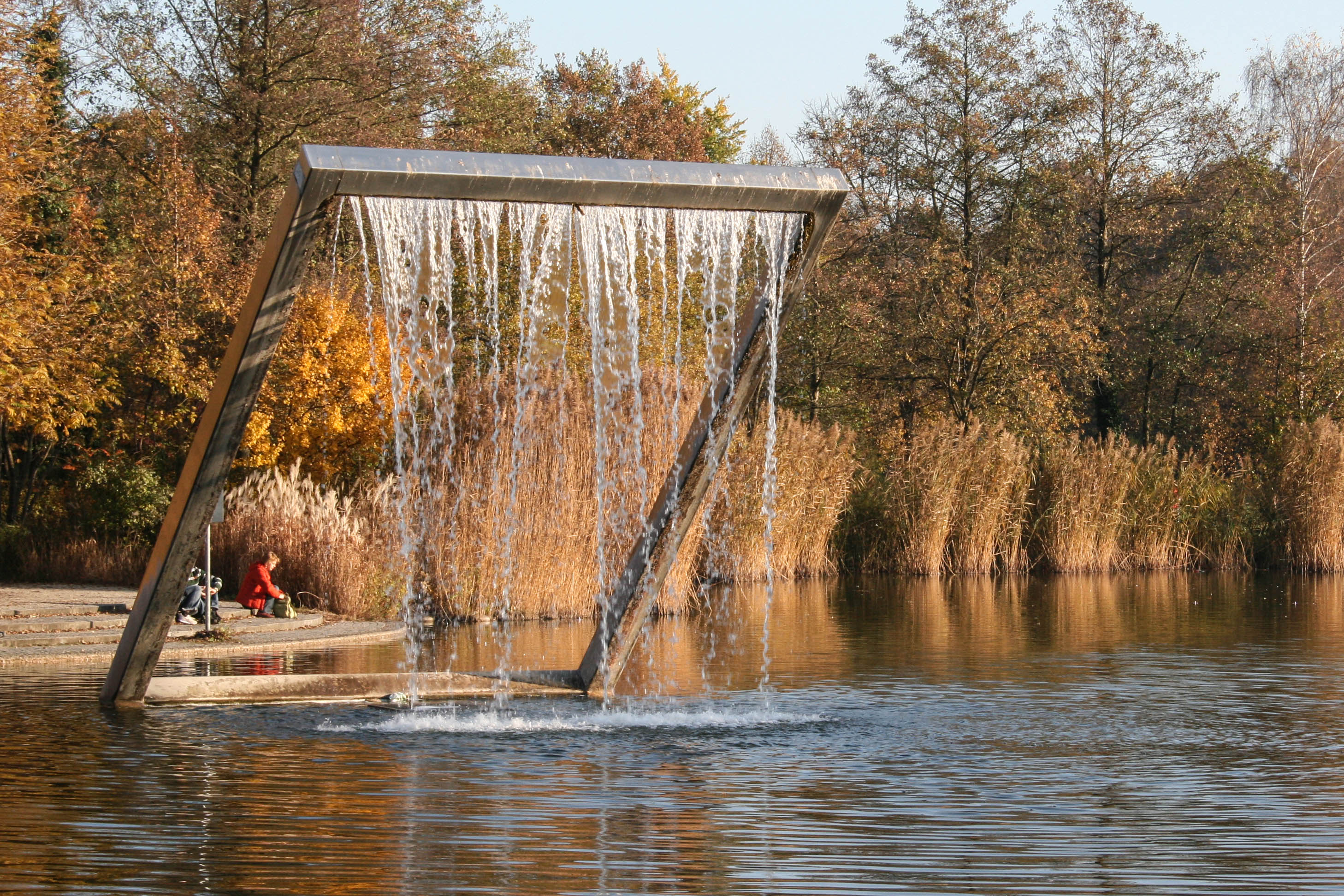
„Wasserwand“ (1982) München Westpark
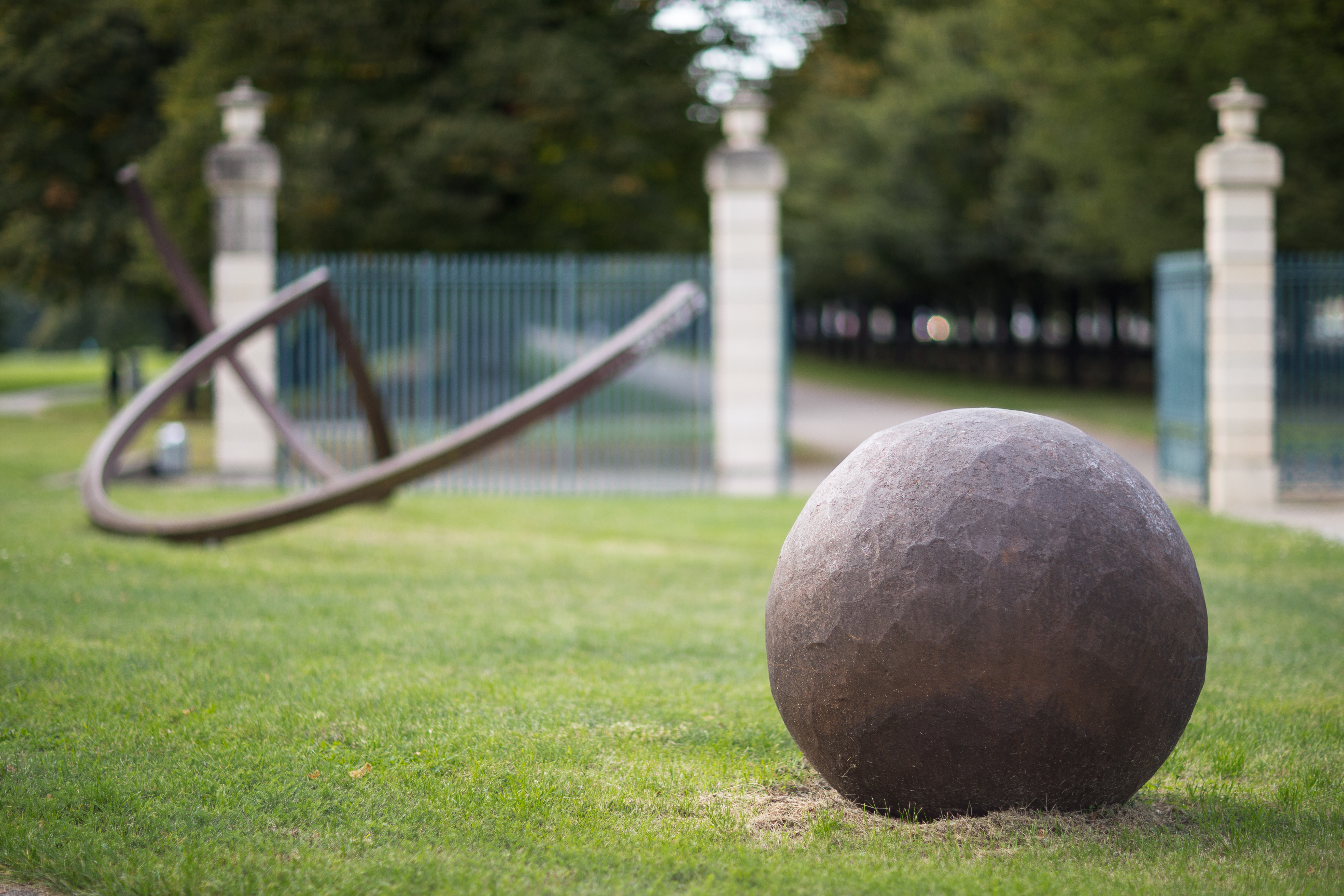
„Kreisteilung - Quadratanordnung - Kugel“ (1987) – Hannover – Königsworther Platz
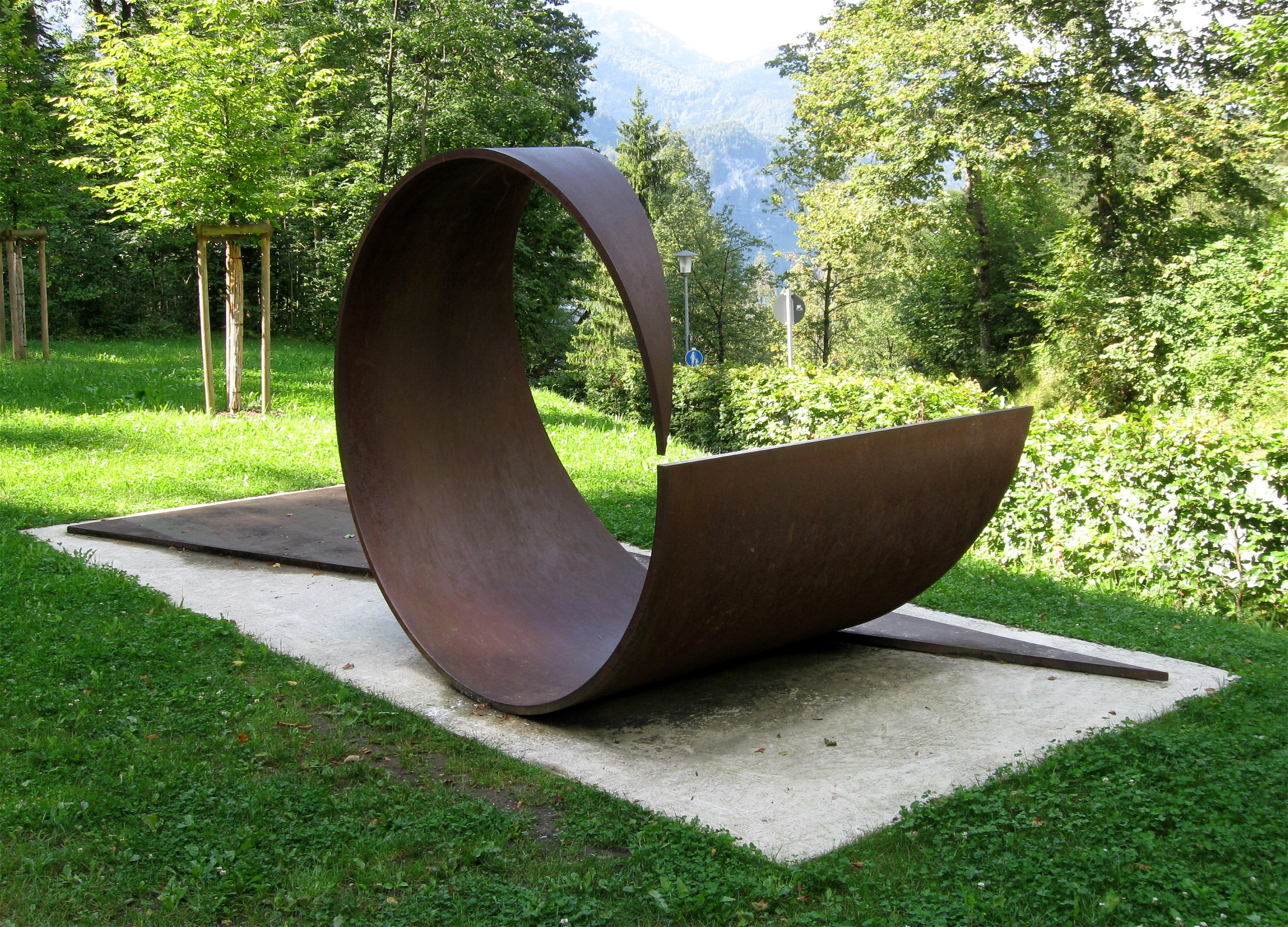
„Hommage an Franz Marc“ (1995) – vor dem Franz Marc Museum, Kochel am See
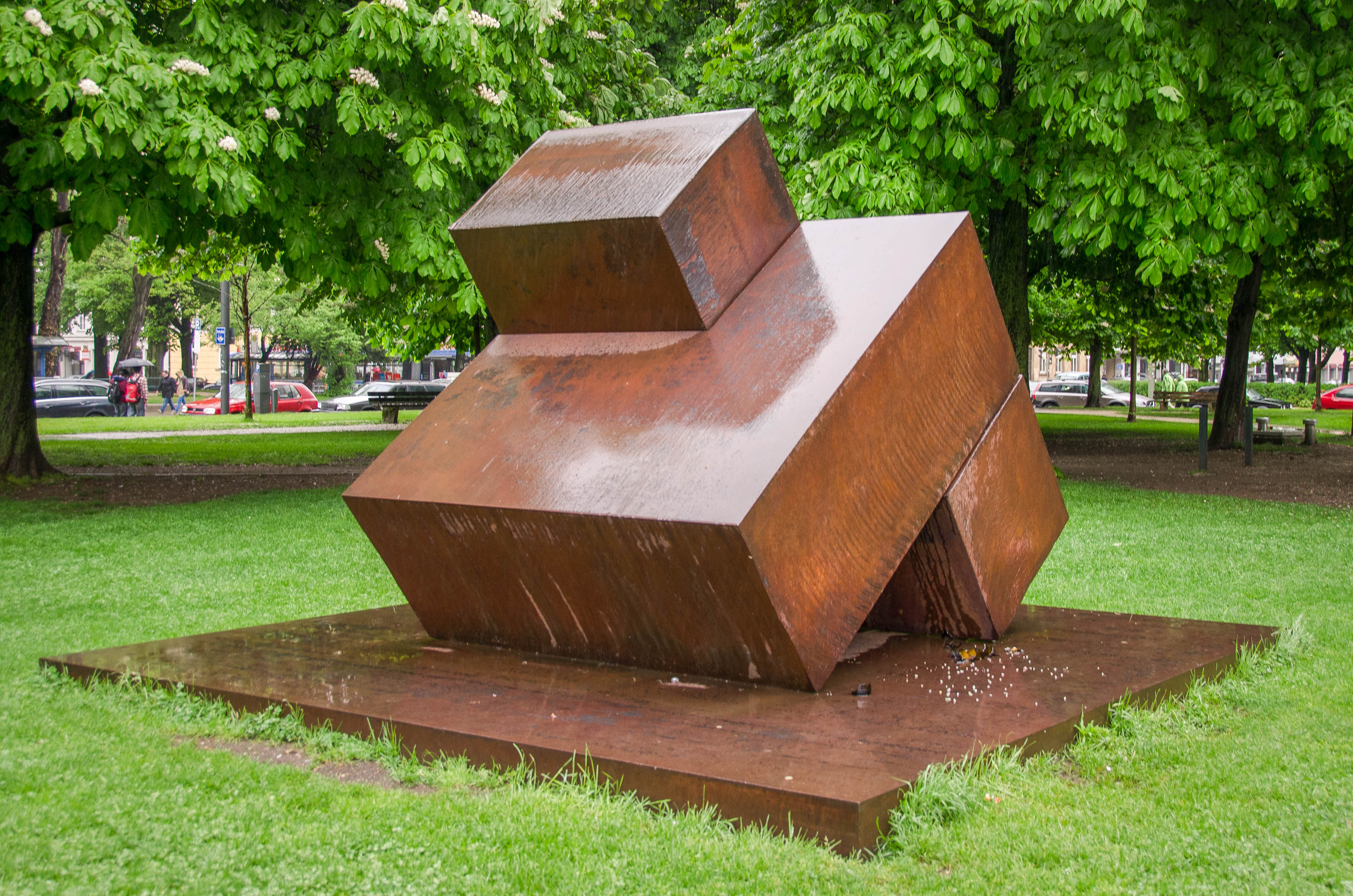
„Zueinander“ (1996) – München – Skulpturenpark Pinakothek

## Preise

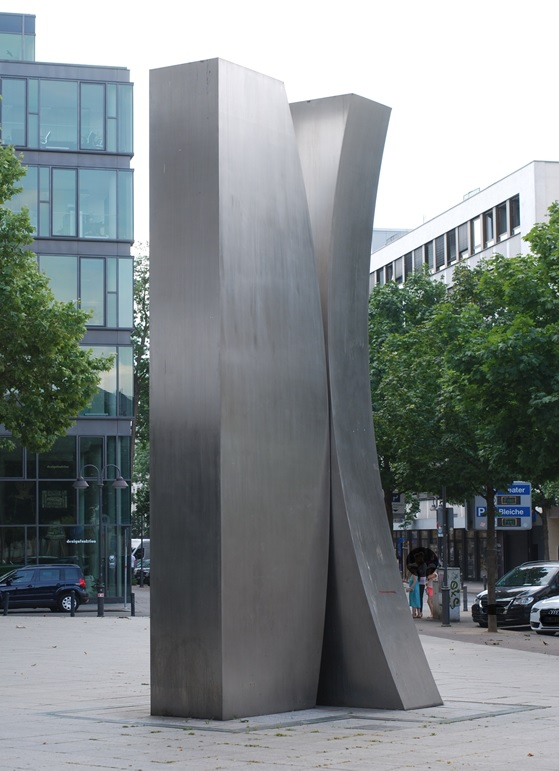
Konstellation, Edelstahl, 1995, Mainz, Große Bleiche 54, Höhe 7 m, WV 555

- 1972: Förderpreis für Bildende Kunst der Landeshauptstadt München
- 1974: Kunstpreis Berlin
- 1979: 1. Preis Dimension 79 (Wettbewerb für zeitgenössische Skulpturen der Philip Morris GmbH)
- 1988: Kunstförderpreis Stadtbildhauer der Stadt Hanau 1988
- 1990: Medaille München leuchtet in Gold der Landeshauptstadt München
- 1991: Deutscher Kritikerpreis für den Bereich Bildende Kunst
- 1992: Piepenbrock Preis für Skulptur
- 2000: Friedrich-Baur-Preis der Bayerischen Akademie der Schönen Künste
- 2002: Pro meritis scientiae et litterarum
- 2002: Bundesverdienstkreuz 1. Klasse
- 2005: Goldene Bürgermedaille der Stadt Ingolstadt[6]
- 2008: Kulturpreis des Bezirks Oberbayern
- 2008: Bayerischer Verdienstorden[7]
- 2010: Bayerische Verfassungsmedaille in Gold

## Einzelausstellungen
- 1968: Galerie Heseler, München
- 1969: Galerie H. Nebelung, Düsseldorf
- 1969: Galerie Lempertz Contempora, Köln
- 1970: Galerie Defet, Nürnberg
- 1971: Galerie Rothe, Heidelberg
- 1971: Mannheimer Kunstverein
- 1971: Galerie Stangl, München
- 1971: Galerie m Bochum
- 1973: Badischer Kunstverein Karlsruhe
- 1973: Galerie Stangl, München
- 1973: Staatsgalerie Moderne Kunst, München
- 1974: Lehmbruck-Museum, Duisburg
- 1975: Museum Folkwang, Essen
- 1976: Städtische Galerie, Ravensburg
- 1976: Städtische Galerie im Lenbachhaus, München
- 1977: Kunstverein Freiburg
- 1978: Kunsthalle zu Kiel
- 1978: Galerie D + C Mueller-Roth, Stuttgart
- 1981: Städtische Galerie, Regensburg
- 1982: Galerie Druckwerk, München
- 1983: Galerie Reckmann, Köln
- 1983: Kunstverein Hochrhein, Bad Säckingen
- 1983: Galerie D + C Mueller-Roth, Stuttgart
- 1984: Kunsthalle Mannheim
- 1985: Staatsgalerie Moderne Kunst, München
- 1985: Galerie D + C Müller-Roth / Art Cologne, Köln
- 1986: Nationalgalerie Berlin
- 1986: Museum Moderner Kunst, Palais Liechtenstein, Wien
- 1987: Galerie Mathea, Wolfenbüttel
- 1987: Galerie R. Walser, München
- 1989: Galerie H. Strelow, Düsseldorf
- 1989: Institut für moderne Kunst Nürnberg
- 1898: Galerie kö 24, Hannover
- 1990: Städtische Galerie im Lenbachhaus, München
- 1990: Kunsthalle zu Kiel
- 1990: Wilhelm-Hack-Museum, Ludwigshafen am Rhein
- 2025: 100 Jahre Alf Lechner: Materie Stahl, Lechner Museum, Ingolstadt[8][9]

## Museen
- Museum Alf Lechner (Ingolstadt)
- Neues Museum Nürnberg (Skulpturengarten)
- Lehmbruck-Museum, Duisburg (Skulpturenpark)
- Skulpturenmuseum Glaskasten, Marl
- Neue Nationalgalerie, Berlin
- Museum für Konkrete Kunst, Ingolstadt
- Kunsthalle zu Kiel der Christian-Albrechts-Universität, Kiel
- Städtische Galerie im Lenbachhaus, München